# Моутон, Йесика
Йесика Моутон Гианелла (родилась в 1987) победила на конкурсе Мисс Боливия 2011 года, и представляла свою страну в 2012 году на конкурсе Мисс Вселенная.

## Юность
Моутон свободно говорит по-английски, и учится по специальности связи с общественностью. Йесика принимала участие в конкурсах с детства. Йесика Мутон стала победительницей конкурса «Богиня Фортуна» Бинго Бахити 2010 году, проведенного среди 14 кандидаток.

## Мисс Боливия 2011
Йесика Моутон, мисс Литорал 2011 года, новая Мисс Вселенная Боливия 2011 года, коронована 30 июня в Санта-Крус.Она также выиграла титул Мисс Фотогеничность. Йесика сказала: «Я хочу, представлять нашу страну за рубежом, чтобы показать разнообразные красоты Боливии, страну творческих людей».

## Мисс Вселенная 2012
Йесика Моутон участвовала в конкурсе Мисс Вселенная 2012 в Лас-Вегасе, штат Невада.

## Личная жизнь
Моутон вышла замуж за Герсона Гутьерреса в 2013 году и родила ребёнка в 2014 году.